# Günther von Schimpff
Hans Günther Bruno von Schimpff (* 17. Mai 1845 in Magdeburg; † 5. Februar 1919 in Dresden) war ein sächsischer Oberstleutnant und Kammerherr im Herzogtum Anhalt.

## Leben
Günther von Schimpff war ein Sohn des sächsischen Verwaltungsbeamten Bruno von Schimpff (1807–1871) und dessen Ehefrau Heliodora Oktavia von Nostitz und Jänckendorf (1805–1871). Er heiratete 1880 in Hof Marie Wunnerlich (* 1856) und bekam insgesamt vier Kinder mit ihr.
Günther von Schimpff besuchte von 1854 bis 1859 das Vitzthumsche Gymnasium zu Dresden. Nachdem er das Gymnasium Zwickau besuchte, besuchte er 1862 bis 1864 erneut das Vitzthumsche Gymnasium. Er begann darauf eine militärische Laufbahn und wurde am 2. Juli 1866 zum Leutnant beim 2. Ulanenregiment Nr. 18 ernannt. Er wurde in den folgenden Jahren zur preußischen Kriegsakademie in Berlin abkommandiert und rückte nach Ausbruch des Krieges gegen Frankreich mit seinem Verband an die Front. Nach Kriegsende wurde er erneut an die preußische Kriegsakademie entsandt und wurde am 23. Mai 1873 zum Oberleutnant befördert. Er durchlief in den weiteren Jahren eine typische militärische Laufbahn und wurde am 23. Februar 1877 zum Rittmeister und Eskadronschef der 5. Eskadron befördert. Nach langjähriger Dienstzeit in dieser Eigenschaft wurde er unter Beförderung zum Major am 1. April 1887 als etatsmäßiger Stabsoffizier dem Stab des Regiments unter Oberst Volkmar Preußer zugeteilt. Unter Genehmigung seines Abschiedsgesuches wurde er am 23. Juni 1891 mit dem Charakter eines Oberstleutnant zur Disposition gestellt. Im Ruhestand zog er in die herzoglich-anhaltische Residenzstadt Dessau, wo er die folgenden Jahre im herzoglichen Hofstaate wirkte. So war er zunächst Kammerherr und darauf Direktor des Landgestüts des Herzogs von Anhalt.
Er war Träger des Dienstauszeichnungskreuz (Sachsen), des Ritterkreuz I. Klasse und das Komturkreuz II. Klasse des Albrechts-Ordens, das Eiserne Kreuz II. Klasse, das Komturkreuz des Nordstern-Ordens, das Königlich-Sächsisches Erinnerungskreuz für 1866, die Kriegsgedenkmünze für 1870/1871, die II. Klasse des Königlichen Hausordens von Hohenzollern, das Komturkreuz II. Klasse des Hausordens Albrechts des Bären und das Komturkreuz II. Klasse des Herzoglich Sachsen-Ernestinischen Hausordens.